# Levanjska Varoš
 Levanjska Varoš  è un comune della Croazia di 5 186 abitanti della Regione di Osijek e della Baranja.